# Spheciospongia
Spheciospongia är ett släkte av svampdjur. Spheciospongia ingår i familjen borrsvampar.

## Dottertaxa tillSpheciospongia, i alfabetisk ordning[1]
- Spheciospongia albida
- Spheciospongia alcyonoides
- Spheciospongia areolata
- Spheciospongia australis
- Spheciospongia capensis
- Spheciospongia confoederata
- Spheciospongia congenera
- Spheciospongia digitata
- Spheciospongia excentrica
- Spheciospongia florida
- Spheciospongia globularis
- Spheciospongia inconstans
- Spheciospongia incrustans
- Spheciospongia lacunosa
- Spheciospongia massa
- Spheciospongia mastoideus
- Spheciospongia montiformis
- Spheciospongia panis
- Spheciospongia papillosa
- Spheciospongia peleia
- Spheciospongia poculoides
- Spheciospongia potamophera
- Spheciospongia poterionides
- Spheciospongia purpurea
- Spheciospongia ramulosa
- Spheciospongia robusta
- Spheciospongia rotunda
- Spheciospongia ruetzleri
- Spheciospongia semilunaris
- Spheciospongia solida
- Spheciospongia spiculifera
- Spheciospongia symbiotica
- Spheciospongia tentorioides
- Spheciospongia transitoria
- Spheciospongia vagabunda
- Spheciospongia vesparium